# Lijst van burgemeesters van Leende
Dit is een lijst van burgemeesters van de voormalige Nederlandse gemeente Leende tot die gemeente op 1 januari 1997 opging in de gemeente Heeze-Leende.
| Ambtsperiode | Naam burgemeester    | Partij of stroming | Bijzonderheden |
| ------------ | -------------------- | ------------------ | --- |
| 18?? - 1839  | N. Wijnants          |                    | |
| 1840 - 1851  | Hyacinthus van Dijk  |                    | |
| 1851 - 1860  | Paulus Kemps         |                    | |
| 1860 - 1877  | Tilman Maas          |                    | |
| 1877 - 1910  | Cornelis Notten      |                    | |
| 1910 - 1940  | Justinus Vogels      |                    | |
| 1940         | H.A.F. Lijnkamp      |                    | per 1-11-1940 wnd Mr. M.Ch.O.M.R. Magnée de Horn * 31-7-1940 tevens burgemeester van Bergeyk en van Luyksgestel               |
| 1941 - 1947  | G.J.A. Manders       |                    | in 1944 ontslagen en opgesloten in concentratiekamp, in 1945 waarnemend burgemeester geworden en vanaf 1946 weer burgemeester |
| 1947 - 1968  | A.P. van de Lokkant  |                    | tot september 1947 waarnemend                                                                                                 |
| 1968 - 1980  | Rob (R.O.M.) Waelput | KVP                | |
| 1981 - 1991  | Hans (J.C.M.) Netten | CDA                | |
| 1992 - 1997  | J.L. van Sante       | CDA                | |